# Ellen Cuffe
Vous pouvez aider à l'améliorer ou bien discuter des problèmes sur sa page de discussion.
- Son contenu est rédigé entièrement ou presque à partir d'une seule source. N'hésitez pas à modifier cet article pour améliorer sa vérifiabilité en apportant de nouvelles références dans des notes de bas de page. (Marqué depuis avril 2024)

- Archive Wikiwix
- Bing
- Cairn
- DuckDuckGo
- E. Universalis
- Gallica
- Google
- G. Books
- G. News
- G. Scholar
- Persée
- Qwant
- (zh) Baidu
- (ru) Yandex
- (wd) trouver des œuvres sur Wikidata

Ellen Odette Cuffe, comtesse de Desart, née à Londres le 1er septembre 1857 et décédée le 29 juin 1933 à Dublin, est une femme politique irlandaise. Elle est également l'une des figures de proue du Renouveau gaélique, mouvement qui se porte à la défense et la préservation de la culture gaélique irlandaise.

## Biographie
Ellen Odette Cuffe, comtesse de Desart, est née le 1er septembre 1857 à Londres. Elle est la fille aînée de Henry Louis Bischoffsheim, un banquier et philanthrope, et de sa femme, Clara Biedermann. En 1881, elle épouse William Ulick O'Connor Cuffe, quatrième comte de Desart, après avoir divorcé. Le mariage est célébré à l'église Christ Church à Mayfair. Le couple s'installe à Desart Court dans le comté de Kilkenny, en Irlande, où Ellen Cuffe Desart est chaleureusement accueillie par les habitants locaux.
Après la mort de son mari en 1898, elle se consacre à des œuvres philanthropiques. Elle soutient des projets éducatifs, culturels et sociaux en Irlande, avec un intérêt particulier pour la revitalisation de la langue irlandaise. Elle a également contribué au développement d'industries locales telles que les métiers à filer la laine de Kilkenny et les travailleurs du bois. Son dévouement envers sa communauté locale lui vaut la reconnaissance de la ville de Kilkenny qui lui décerne la liberté de la ville en 1911.
Elle s'implique dans la politique, s'opposant fermement aux lois sur l'assurance et au mouvement pour le suffrage des femmes. Après l'indépendance irlandaise, elle continue à jouer un rôle actif dans la vie publique, devenant membre du Sénat irlandais en 1922. Malgré les défis et les critiques, elle reste fidèle à sa foi juive jusqu'à sa mort en 1933.
Son héritage philanthropique et son engagement politique laissent une marque indélébile sur l'histoire de l'Irlande et de la communauté juive britannique. Son influence s'étend bien au-delà de sa vie, rappelant son dévouement envers le bien-être de sa communauté et sa détermination à promouvoir le changement social.